# Det går en ström från mitt sidosår
Det går en ström från mitt sidosår är en sång från 1884 med text och musik av Richard Slater.

## Publicerad i
- Musik till Frälsningsarméns sångbok 1907 som nr 289.
- Frälsningsarméns sångbok 1929 som nr 106 under rubriken "Helgelse - Helgelsens verk".
- Frälsningsarméns sångbok 1968 som nr 129 under rubriken "Helgelse".
- Frälsningsarméns sångbok 1990 som nr 388 under rubriken "Helgelse".